# Ли, Бренда
Бренда Ли (полное имя — Бренда Мэй Тэрпли, англ. Brenda Mae Tarpley, род. 11 декабря 1944 года в Атланте, штат Джорджия) — американская певица, одна из ведущих поп-исполнительниц 1950—1960-х годов, за миниатюрное телосложение (и песню «Dynamite») получившая прозвище «Маленькая Мисс Динамит». 
Сегодня известна главным образом рождественским стандартом «Rockin' Around the Christmas Tree» (#14 Billboard Hot 100, 1960; #6 UK Singles Chart, 1962). Песня, записанная когда Ли едва исполнилось 14 лет, первоначально не попала в чарты, однако 65 лет спустя, в декабре 2023 года (когда самой Ли было уже 79 лет), на протяжении нескольких недель занимала первую строчку Billboard Hot 100, установив тем самым несколько рекордов. В последний раз перед этим Ли возглавляла американские чарты 63 года ранее — с песней «I Want to Be Wanted» (1960). Первоначальную же известность ей принесла баллада «I'm Sorry» (#1 US, #12 UK, 1960).
В 1960-х годах по числу хитов (37) в списках Billboard Hot 100 певица уступала лишь Элвису Пресли, The Beatles, Рэю Чарльзу и Конни Фрэнсис. Общий тираж пластинок Бренды Ли превышает 100 миллионов. Семнадцать альбомов певицы входили в Billboard 200; наибольший успех здесь имел This Is… Brenda (1961).
Признанная звезда начала 1960-х годов, Бренда Ли (согласно Allmusic) всё же не получила в полной мере того признания, какого заслуживала: «первой успешной исполнительницей поп-кантри обычно называют Пэтси Клайн, но достижения Ли в той же области имели не меньшую важность». Помимо поп-баллад и традиционного кантри певица исполняла также и «на удивление яростный рокабилли».
В конце 1960-х годов массовая популярность Бренды Ли стала сходить на нет, но певица вернулась к «корням», и в 1970—1980-х годах регулярно входила в кантри-чарты. Бренда Ли была введена в три Зала Славы: Rock and Roll Hall of Fame, Country Music Hall of Fame и Rockabilly Hall of Fame. В настоящее время она живёт в Нэшвилле, штат Теннесси.

## Биография

### Ранние годы
Бренда Май Тарпли родилась в бесплатной (благотворительной) палате больницы Мемориал Грейди в Атланте, штат Джорджия. Она весила 4 фунта 11 унций при рождении. Бренда училась в школах тех городов, где у её отца получалось найти работу, в первую очередь в районе между Атлантой и Огастой. Её семья была бедной, все деньги тратили только на еду; Бренда делила кровать с братом и сестрой в доме, где не было водопровода. Жизнь была сосредоточена на постоянных поисках родителями работы, на семье и на баптистской церкви, где она пела соло каждое воскресенье.
Отец Ли, Рубен Тарпли, был сыном фермера из Джорджии. 11 лет он провел в армии США, и хотя его рост был 5 футов 7 дюймов (170 см), также он был превосходным питчером. Её мать, Энни Грейс Ярбро, также происходила из семьи рабочих из Грин Каунти, штат Джорджия.
Ли была музыкальным вундеркиндом. Хотя водопровод в её доме появился уже после того как умер отец, у них был настольный радиоприёмник на батарейках, который очаровал Бренду когда она была ребёнком. К тому времени когда ей исполнилось два года, она уже могла насвистать мелодию песни которую услышала по радио. Её мать и сестра вспоминали, что когда Ли не было ещё трёх лет, они заходили с ней в местный кондитерский магазин; ставили её на прилавок, и она зарабатывала конфеты или монеты пением.

### Начало карьеры
Голос Ли, красивое лицо и артистизм на сцене привлекло к ней широкое внимание ещё в возрасте пяти лет. В шесть лет, она выиграла местный конкурс пения под эгидой местных начальных школ. Наградой было живое выступление на радиошоу в Атланте, Starmakers Revue, где она выступила в следующем году.
Её отец умер в 1953 году, и к тому времени когда ей исполнилось десять лет, она была основным кормильцем своей семьи, получая за пение на мероприятиях и на местных радио и телевизионных шоу. В течение этого времени она регулярно появлялась на шоу кантри-музыки «ТВ Ранчо» на Waga-ТВ в Атланте; она была так мала ростом, что ведущий, даже после того как микрофон на стойке опускали максимально низко, приносил ей деревянный ящик, чтобы она, став на него, могла достать до микрофона.
В 1955 году Грейс Тарпли вышла замуж за Буэла «Джея» Рейнуотера, и тот перевез семью в Цинциннати, штат Огайо, где он работал в Музыкальном Центре Джимми Скиннера. Ли выступала со Скиннером на двух субботних программах, транслируемых в Ньюпорте радиостанцией WNOP. Семья вскоре вернулась в Джорджию, однако, на этот раз в Огасту, и Ли появилась на шоу Peach Blossom на радио WJAT-AM в Суэйнсборо.

## Творчество

### Национальная слава

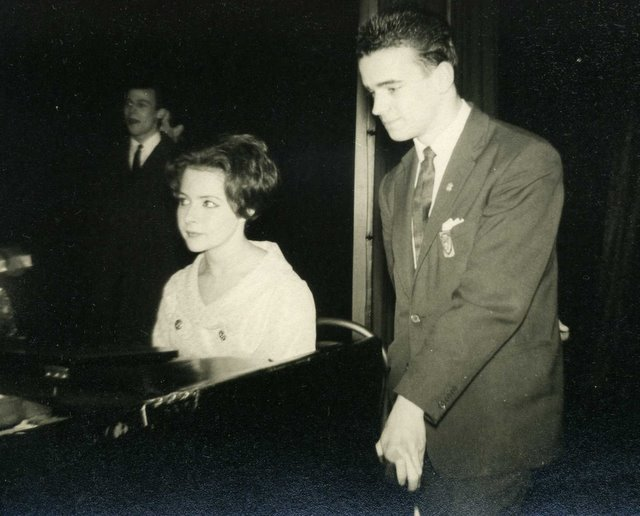
Бренда Ли, Лондон, Великобритания, апрель 1962

Её прорыв в шоу-бизнес пришёлся на февраль 1955 года, когда она отказалась от $30 за выступление на радиостанции в Суэйнсборо, чтобы встретиться в Огасте с промоушн-группой шоу Реда Фоли Ozark Jubilee выходящим на ABC. Диджей из Огасты убедил Фоли послушать Бренду перед началом его шоу. Мощный голос, исходящий из крошечной девочки, поразил Фоли, что обычно происходило со всеми, и он сразу же позволил ей исполнить «Джамбалайя» на сцене шоу в тот же вечер, без прослушивания на сцене. Фоли позже рассказал о том что произошло на сцене во время концерта:
У меня до сих пор появляются мурашки когда я вспоминаю когда впервые услышал этот голос. Одной ногой она начала притопывать ритм, как будто она затаптывает пожар в прериях, но ни одной мышцы в этом маленьком теле даже нисколько не дёрнулось. И когда она сделала этот трюк c ломанием голоса, я вышел из транса, настолько что смог понять, что я забыл выйти на сцену. Там я стоял, 26 лет, думая как научиться вести себя перед аудиторией с моим ртом открытым на две мили в ширину и стеклянным взглядом в глазах.
Публика разразилась аплодисментами и не позволила ей уйти со сцены, пока она не спела ещё три песни. 31 марта 1955 года в Спрингфилде, штат Миссури в 10 лет на шоу Ozark Jubilee она дебютировала на телевидении. Хотя её пятилетний контракт с шоу был расторгнут в 1957 году по иску матери и её менеджера, она регулярно выступала в программе на протяжении своей карьеры.
Менее чем через два месяца, 30 июля 1956 года, Decca Records предложила ей контракт, и её первая запись была «Jambayala» при поддержке «Bigelow 6-200». Во второй сингл Ли вошли две новинки, рождественские мелодии: «I’m Gonna Lasso Santa Claus» и «Christy Christmas». Хотя на 11 декабря 1956 года ей было 12 лет, оба сингла Decca назвала «Маленькая Бренда Ли (9 лет)»
Ни один из релизов 1956 года не попал в чарты, но её первое попадание в чарт,№ 57, с песней «One Step at a Time», написанной Хью Эшли, стало хитом как в поп так и в кантри жанрах. Её следующий хит «Dynamite» дал ей пожизненное прозвище «Маленькая Мисс Динамит» (Little Miss Dynamite).
Первоначально Ли выступала на кантри- шоу и концертах; однако, её лейбл и менеджер решили что на рынке её лучше представить в качестве исключительно поп-певицы, несмотря на то что ee манера пения и музыканты были ближе к кантри, что привело к тому, что ни одна из её известных записей с 1960-х не звучали на кантри-радио вплоть до 1969 года и «Johnny One Time».

### Крупнейшие хиты: 1958—1965

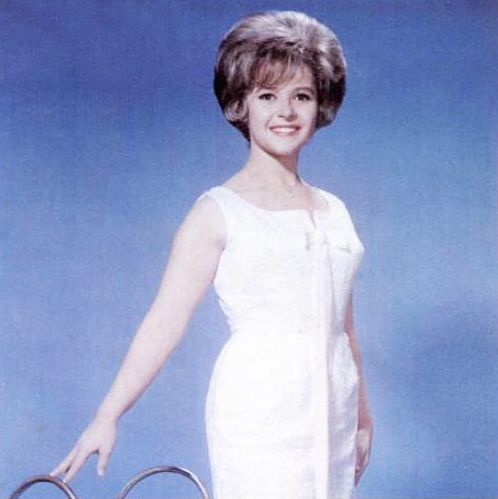
Бренда Ли, 1965

Ли достигла своих самых больших успехов в поп-чартах в конце 1950-х — середине 1960-х годов, с песнями в стиле рокабилли и рок-н-ролл. Самыми успешными песнями стали -«Jambalaya», «Sweet Nothin’s» (No. 4, автор Ronnie Self), «I Want to Be Wanted» (No. 1), «All Alone Am I» (No. 3) и «Fool #1» (No. 3).
Ещё большего успеха она достигла с песнями в жанре поп-музыки «That’s All You Gotta Do» (No. 6), «Emotions» (No. 7), «You Can Depend on Me» (No. 6), «Dum Dum» (No. 4), «Break It to Me Gently» (No. 2), «Everybody Loves Me But You» (No. 6) и «As Usual» (No. 12).
Девять подряд попаданий в топ-10 Billboard Hot 100, начиная с «That’s All You Gotta Do» в 1960 году и до «All Alone Am I» в 1962 году, в течение 24 лет были рекордом для женщины — сольной исполнительницы, пока в 1986 году рекорд не побила Мадонна.

### Международная известность
Ли была популярна в Великобритании ещё в начале своей карьеры. Она гастролировала в Великобритании в 1959 году, прежде чем добилась большого признания в поп-музыке в США. Её 1961 рокабилли-релиз «Let’s Jump the Broomstick», записанный в 1959 году, не попал в американские чарты, но стал № 12 в Великобритании. Затем было два попадания в топ-10 хитов в Великобритании, с синглами которые в США не выпустились,- первый, «Speak to Me Pretty» достиг № 3 в начале 1962 года и был её самым большим хитом в Великобритании, а затем «Here Comes That Feeling», который достиг № 5. Последний был издан в качестве би-сайда с «Everybody Loves Me But You», песней ставшей № 6 в США. Тем не менее, позднее «Here Comes That Feeling» попадет и в Billboard Hot 100, достигнув № 89. Бренда Ли также гастролировала в Ирландии, и попала на обложку местного развлекательного журнала того времени, «Spotlight».
С Ли произошёл интересный исторический эпизод: на разогреве её тура по Великобритании в начале 1960-х, выступала тогда малоизвестная бит-группа из Ливерпуля: The Beatles. Ли гастролировала с Тони Шериданом, The Bachelors и Майком Берри в марте 1963 .

### Последующая карьера
В начале 1970-х годов, Ли вновь утвердила себя как кантри-музыканта, и несколько раз попадала в десятку хитов в жанре кантри. Первый раз в 1973 с «Nobody Wins», достигнув пятого места, затем с песней Марка Джеймса "Sunday Sunrise", достинув № 6. Другими крупными хитами стали «Wrong Ideas» и «Big Four Poster Bed» (1974); и «Rock On Baby» и «He’s My Rock» (1975).
Альбом 1982 года «Winning Hand», в котором также приняли участие Долли Партон, Крис Кристофферсон и Вилли Нельсон стал хитом, достигнув десятки в чарте альбомов США. Её последний известный хит — песня 1985 года «Hallelujah, I Love Her So», в дуэте с Джорджем Джонсом.

### В последние годы
В последующие годы, Ли продолжала записываться и выступать по всему миру. В 1992 году она записала дуэт («You’ll Never Know») с Вилли Девилем на его альбоме Loup Garou.
Её автобиография «Маленькая мисс Динамит: Жизнь и времена Бренды Ли» (Little Miss Dynamite: The Life and Times of Brenda Lee) была опубликована в 2002 году.

## Семья
Хотя песни Ли часто повествуют о потерянной или неразделённой любви, её брак с Ронни Шеклеттом (Shacklett) с 1963 года продолжается по сей день. У них есть две дочери, Джоли и Джули (которые были названы в честь дочери Пэтси Клайн), и трое внуков, Тейлор, Джордан и Чарли.

## Признание
Ли добралась до финального голосования по введению в Зал славы рок-н-ролла в 1990 и 2001 годах, но безуспешно, но все же попала туда в 2002 году. На сегодняшний день 11 лет разрыва (1990 и 2001) между двумя голосованиями является крупнейшим разрывом в истории Зала славы рок-н-ролла.
В 1997 году она была введена в Зал славы кантри музыки; и является членом Зала славы рокабилли и Зала славы хит-парадов.
В 2008 году её записи «Rockin' Around the Christmas Tree», ставшей классической рождественской песней, исполнилось 50 лет, а в феврале 2009 года Национальная академия искусства и науки звукозаписи вручила Ли премию Грэмми.

## Дискография
| Год                                       | Информация                                                                                  | Высшие места в чартах | Высшие места в чартах | Высшие места в чартах |
| Год                                       | Информация                                                                                  | US                    | US Country            | UK                    |
| ----------------------------------------- | ------------------------------------------------------------------------------------------- | --------------------- | --------------------- | --------------------- |
| 1959                                      | Grandma, What Great Songs You Sang! - Издан: Август 3, 1959 - Лейбл: Decca Records          | —                     | —                     | —                     |
| 1960                                      | Brenda Lee - Издан: Август 1, 1960 - Лейбл: Decca Records                                   | 5                     | —                     | —                     |
| 1960                                      | This Is…Brenda - Издан: Октябрь 10, 1960 - Лейбл: Decca Records                             | 4                     | —                     | —                     |
| 1961                                      | Emotions - Издан: Апрель 3, 1961 - Лейбл: Decca Records                                     | 24                    | —                     | —                     |
| 1961                                      | All the Way - Издан: Август 7, 1961 - Лейбл: Decca Records                                  | 17                    | —                     | 20                    |
| 1962                                      | Sincerely, Brenda Lee - Издан: Февраль 12, 1962 - Лейбл: Decca Records                      | 29                    | —                     | —                     |
| 1962                                      | Brenda, That’s All - Издан: Октябрь 15, 1962 - Лейбл: Decca Records                         | 20                    | —                     | 13                    |
| 1963                                      | All Alone Am I - Издан: Февраль 18, 1963 - Лейбл: Decca Records                             | 25                    | —                     | 8                     |
| 1963                                      | …"Let Me Sing" - Издан: Сентябрь 12, 1963 - Лейбл: Decca Records                            | 39                    | —                     | —                     |
| 1964                                      | By Request - Издан: Май 18, 1964 - Лейбл: Decca Records                                     | 90                    | —                     | —                     |
| 1965                                      | Brenda Lee Sings Top Teen Hits - Издан: Февраль 15, 1965 - Лейбл: Decca Records             | —                     | —                     | —                     |
| 1965                                      | The Versatile Brenda Lee - Издан: Май 17, 1965 - Лейбл: Decca Records                       | —                     | —                     | —                     |
| 1965                                      | Too Many Rivers - Издан: Сентябрь 2, 1965 - Лейбл: Decca Records                            | 36                    | —                     | —                     |
| 1966                                      | Bye Bye Blues - Издан: Март 14, 1966 - Лейбл: Decca Records                                 | 94                    | —                     | 21                    |
| 1966                                      | Coming On Strong - Издан: Ноябрь 28, 1966 - Лейбл: Decca Records                            | 94                    | —                     | —                     |
| 1967                                      | Reflections in Blue - Издан: Октябрь 16, 1967 - Лейбл: Decca Records                        | —                     | —                     | —                     |
| 1969                                      | Johnny One Time - Издан: Май 19, 1969 - Лейбл: Decca Records                                | 98                    | —                     | —                     |
| 1970                                      | Memphis Portrait - Издан: Май 1970 - Лейбл: Decca Records                                   | —                     | —                     | —                     |
| 1973                                      | Brenda - Издан: 1973 - Лейбл: MCA Records                                                   | 206                   | 7                     | —                     |
| 1973                                      | New Sunrise - Издан: 1973 - Лейбл: MCA Records                                              | —                     | 3                     | —                     |
| 1974                                      | Brenda Lee Now - Издан: 1974 - Лейбл: MCA Records                                           | —                     | —                     | —                     |
| 1975                                      | Sincerely - Издан: 1975 - Лейбл: MCA Records                                                | —                     | 23                    | —                     |
| 1976                                      | L.A. Sessions - Издан: 1976 - Лейбл: MCA Records                                            | —                     | 41                    | —                     |
| 1980                                      | Even Better - Издан: Январь 1980 - Лейбл: MCA Records                                       | —                     | —                     | —                     |
| 1980                                      | Take Me Back - Издан: Октябрь 1980 - Лейбл: MCA Records                                     | —                     | 30                    | —                     |
| 1981                                      | Only When I Laugh - Издан: Ноябрь 1981 - Лейбл: MCA Records                                 | —                     | —                     | —                     |
| 1985                                      | Feels So Right - Издан: Август 14, 1985 - Лейбл: MCA Records                                | —                     | —                     | —                     |
| 1991                                      | Brenda Lee - Издан: Март 11, 1991 - Лейбл: Warner Bros. Records                             | —                     | 67                    | —                     |
| 1997                                      | Precious Memories - Издан: Май 1997 - Лейбл: BL Productions                                 | —                     | —                     | —                     |
| 2007                                      | Gospel Duets with Treasured Friends - Издан: Апрель 10, 2007 - Лейбл: Provident Label Group | —                     | —                     | —                     |
| «—» означает, что релиз не попадал в чарт |                                                                                             |                       |                       |                       |